# Tayloriellina
Tayloriellina is een geslacht van korstmossen behorend tot de familie Teloschistaceae. 

## Geslachten
Volgens Index Fungorum telt het geslacht een soorten (peildatum december 2023):
| Soortnaam                   | Auteur(s)               | Publicatiejaar |
| --------------------------- | ----------------------- | -------------- |
| Tayloriellina microphyllina | (Tuck.) Søchting & Arup | 2021           |